# 재닛 와이스
재닛 와이스(Janet Weiss, 1965년 9월 24일 ~ )는 미국의 드러머이다. 록 밴드 슬리터 키니의 드러머로 유명하다.